# Nuoto sincronizzato ai campionati mondiali di nuoto 2009 - Squadre (programma libero)
La fase preliminare si è svolta il 24 luglio 2009 e vi hanno partecipato 18 squadre. Le prime 12 hanno avuto accesso alla finale del 25 luglio 2009.

## Medaglie
| Oro | Argento | Bronzo                                                                                       |
| Russia Anastasia Davydona Natalia Ishchenko Daria Korobova Anna Nasekina Aleksandra Patskevich Svetlana Romashina Alla Shishkina Anzhelika Timanina | Spagna Ona Carbonell Raquel Corral Margalida Crespí Andrea Fuentes Thais Henriquez Paula Klamburg Gemma Mengual Irina Rodriguez | Cina Huang Xuechen Tingting Jiang Wenwen Jiang Ou Liu Xi Luo Na Wang Yiwen Wu Xiaohuan Zhang |

## Risultati
| Pos. | Nazione        | Qualif. | Qualif. | Finale    | Finale |
| Pos. | Nazione        | Punti   | Pos.    | Punti     | Pos.   |
| ---- | -------------- | ------- | ------- | --------- | ------ |
|      | Russia         | 99,000  | 1       | 99,167    | 1      |
|      | Spagna         | 98,000  | 2       | 98,167    | 2      |
|      | Cina           | 97,666  | 3       | 97,167    | 3      |
| 4    | Canada         | 96,000  | 4       | 96,000    | 4      |
| 5    | Italia         | 94,833  | 5       | 95,000    | 5      |
| 6    | Giappone       | 93,834  | 6       | 94,000    | 6      |
| 7    | Francia        | 92,000  | 9       | 93,000    | 7      |
| 8    | Ucraina        | 92,500  | 7       | 92,667    | 8      |
| 9    | Stati Uniti    | 92,167  | 8       | 91,667    | 9      |
| 10   | Corea del Nord | 88,666  | 10      | 89,667    | 10     |
| 10   | Regno Unito    | 88,167  | 11      | 89,667    | 10     |
| 12   | Brasile        | 87,834  | 12      | 88,333    | 12     |
| 16.5 | H09.5          |         |         | 00:55.635 | O      |
| 13   | Messico        | 85,167  | 13      |           |        |
| 13   | Bielorussia    | 85,167  | 13      |           |        |
| 15   | Paesi Bassi    | 84,834  | 15      |           |        |
| 16   | Svizzera       | 84,334  | 16      |           |        |
| 17   | Germania       | 79,833  | 17      |           |        |
| 18   | Egitto         | 77,333  | 18      |           |        |